# さらぎ徳二
さらぎ徳二、仏徳二（さらぎ とくじ、本名・右田昌人、1929年 - 2003年4月13日）は、日本の革命家。台湾・高雄生まれ。
敗戦後、大分県に引き揚げ、日本共産党入党、1955年六全協後に脱党。1966年の共産主義者同盟（ブント）再建の際に政治局員。
1968年議長に選出。1969年4月の安保・沖縄闘争を前に、破防法を適用され、地下潜行。同年7月、明治大学和泉校舎にて塩見孝也らブント関西派（後の赤軍派）に襲撃され負傷、逮捕される。この時のちの連合赤軍リーダー森恒夫は逃走している。
その後、ブント分裂の過程で蜂起派を結成、破防法公判闘争を行いながら地下に潜伏し非合法非公然活動を行う。1994年、肝硬変が悪化し潜伏中のアジトから離れ自宅療養中に逮捕された。病気治療保釈後も破防法闘争を続けた。